# Charles N'Zogbia
Charles N'Zogbia (Harfleur, Seine-Maritime, 28 de mayo de 1986) es un exfutbolista francés que jugaba como centrocampista.
En septiembre de 2016 se vio obligado a poner punto y final a su trayectoria deportiva con 30 años debido a problemas cardiacos.

## Primeros años
N'Zogbia nació en Harfleur, en el departamento de Seine-Marítima de Normandía. Sin embargo, él se crio en París, en un apartamento cerca del Stade de France. Su primo segundo es jugador de tenis profesional Jo-Wilfried Tsonga.
Carrera Club
N'Zogbia comenzó su carrera en la academia de Le Havre. Cuando tenía 17 años fue descubierto por el ojeador principal del ex del Newcastle United, Charlie Woods, quien hizo arreglos para que estuviese a prueba en el club. Después de entrenar con el Newcastle durante un mes, impresionó al club, que estaban dispuestos a firmar. Sin embargo, su traslado a Newcastle ha demostrado ser polémico. Le Havre reclamaba los derechos de formación, pero el Newcastle afirma que el jugador tenía la carta de libertad y podía unirse a cualquier club, una afirmación que la FIFA admite.

## Newcastle United
Después de una larga saga que entrañan la amenaza de un caso en el Tribunal de Arbitraje Deportivo, Newcastle, que finalmente se pagan una tarifa nominal para firmar con él desde el club francés. La compensación recibida Le Havre se pensaba que era en la región de 250 000 £. Su transferencia a Newcastle oficialmente pasó el 2 de septiembre de 2004, convirtiéndose en el último jugador en ser firmado por Sir Bobby Robson.
Su debut para el club entró en una victoria de 3-0 sobre el Blackburn Rovers el 11 de septiembre de 2004. En la temporada 2005-06, N'Zogbia comenzó a establecerse como el primer equipo regular, apareciendo en 41 partidos. Se anotó el primer gol Unidos de la temporada en el empate 1-1 en casa ante el Fulham, con un tiro libre hábil. Asimismo mostró su capacidad goleadora cuando anotó seis goles en total esa temporada, incluyendo un esfuerzo en solitario en el victoria por 4-1 sobre sus rivales feroces Sunderland. Se terminó cuarto en los goleadores más importantes del club en la temporada 2005-06 y también contribuyó con siete asistencias. Esta buena forma atraído clubes como el Arsenal, pero que firmó un contrato de prórroga de tres años por el Newcastle al final de la temporada.
Se encontraba jugando con menos regularidad, durante 2006-07, debido a la gerente del club en el momento, Glenn Roeder, favoreciendo Damien Duff sobre N'Zogbia. Se lesionó durante la derrota por 1-0 ante el Chelsea el 13 de diciembre de 2006 y no regresó hasta finales de febrero de 2007. Fue destituido de la selección de Newcastle el 13 de mayo de 2007 para el último partido de la temporada contra el Watford, después de que él se negó a ser utilizado como un sustituto.
A pesar de los rumores de que Lampard dejaría el Newcastle durante el verano, se quedó en el club y fue nombrado en la línea de partida en el juego de apertura contra el Bolton Wanderers. El reembolso de confianza, Sam Allardyce en él al anotar el primer gol del juego, que Newcastle ganó 3-1. El 4 de septiembre de 2007 se firmó un nuevo contrato de 5 años, teniendo él en el club hasta 2012.
En diciembre de 2008 N'Zogbia anunció su deseo de dejar de Newcastle durante la ventana de 2009 Enero de transferencia, diciendo: "Después de cuatro años en Newcastle, quiero llegar a un mayor nivel de ambición. No creo que aquí es posible". El 29 de enero de 2009, a raíz de una derrota como visitante 2-1 al Manchester City FC, Newcastle United FC, Joe Kinnear enojado N'Zogbia pronunciar mal su nombre como el insomnio. Al día siguiente, en un comunicado a la prensa (Sky Sports News), N'Zogbia anunció que no jugaría para el club de nuevo bajo su director actual. También hizo una disculpa a los aficionados del club, y reiteró su deseo de para dejar el club.

## Wigan Athletic
Al día siguiente, el Newcastle acordó una tasa de 6 millones de libras con el Wigan Athletic por N'Zogbia. El acuerdo incluía el pase de Ryan Taylor a St James' Park.
N'Zogbia completó su pase unas horas antes de la fecha límite de transferencia, con Taylor movía hacia otra.
N'Zogbia marcó su primer gol en un partido que acabaría con 1-2 favorable al Wigan en el Estadio de la Luz en el partido que les enfrentaba contra el Sunderland.

## Carrera internacional
Ha jugado dos veces para la Francia Sub-16 de cara nacional en el 2002. En el verano de 2006, fue seleccionado para la Francia de los escuadrones de provisional 21 24-el hombre para el Europeo Sub-21 Campeonato de Fútbol en Portugal. Sin embargo, a causa de una disputa entre Newcastle, Le Havre y la Federación Francesa relativo a su traslado a La Dama de Hierro, el seleccionador francés no tuvo más remedio que dejarlo fuera de la convocatoria final.
Después de jugar de forma impresionante para el Newcastle en septiembre de 2007, fue llamado a la Francia sub-21. Hizo su debut en Francia sub-21 de 7 de septiembre de 2007 en una victoria de 1-0 sobre la selección de fútbol sub-21 de Gales.